# Manasse Herbst
Manasse Herbst (* 1. November 1913 in Galizien, Österreich-Ungarn; † 3. Januar 1997 in Hallandale, Florida, USA) war ein deutschsprachiger Schauspieler und Sänger. Seine Beziehung zu dem deutschen „Tennis-Baron“ Gottfried von Cramm, dem populärsten Tennisspieler seiner Zeit, war Ursache für einen 1938 unter großer internationaler Anteilnahme erfolgten Gerichtsprozess, der mit einer Verurteilung von Cramms endete.

## Leben
Als Kind war Herbst 1920 in dem Filmdrama Papa Haydn (Regie: Karl Frey) als junger Joseph Haydn zu sehen. 1926 hatte er eine Nebenrolle in Der Sohn des Hannibal unter der Regie von Felix Basch.
Von 1930 bis 1932 spielte Herbst unter der Regie von Erik Charell in 416 ausverkauften Aufführungen der Operette Im weißen Rößl auf der Bühne des Großen Schauspielhauses Berlin am Schiffbauerdamm.
Erik Charells Revue-Inszenierung des Weißen Rössl war ein Theater-Highlight der Weimarer Republik. Sie enthielt unzweideutige ironische (auch schwule) Anspielungen und bildete militaristisch-gewalttätiges Sein und bürgerlich-friedlichen Schein der ersten deutschen Demokratie ab. Der von Herbst verkörperte Piccolo (Kellnerlehrling) musste beispielsweise ständig physische Aggressivität ertragen. Trotz ihres Erfolges wurde die Inszenierung „wegen despektierlichen Umgangs mit Folklore“ von den Nationalsozialisten bekämpft und ab 1933 als entartet verboten, auch weil mehrere Juden an ihr beteiligt waren.
Im Jahr 1931 lernte der siebzehnjährige Herbst im Berliner Szene-Nachtclub „Eldorado“ den seit einem Jahr verheirateten einundzwanzigjährigen Gottfried von Cramm kennen, der damals am Beginn seiner sportlichen Weltkarriere stand. Die beiden waren bis zur erzwungenen Emigration Herbsts liiert und versuchten auch danach Kontakt zu halten, erschwert u. a. durch Gestapo und Zweiten Weltkrieg. Gottfried von Cramm ermöglichte seinem Freund durch damals illegale finanzielle Hilfe die Emigration und damit das Überleben der Shoah. 
1933 wurde Herbsts Engagement am Großen Schauspielhaus aufgrund seiner jüdischen Herkunft gekündigt. Wegen des für jüdische Künstler und Juden anderer Berufsgruppen reichsweit ausgesprochenen Berufsverbotes emigrierte er 1936 nach Lissabon, konnte dort aber mangels portugiesischer Sprachkenntnisse keine Arbeit finden. Er reiste daher 1937 weiter nach Paris, wo er zunächst bei seinem Bruder wohnte. Von dort schrieb er von Cramm einen Brief, den dieser während seines Aufenthalts in Australien erhielt, wo er an einem Tennisturnier teilnahm. Gottfried von Cramm hoffte daher, anlässlich seiner Teilnahme am Tournoi de Roland Garros 1938 Herbst in Paris treffen zu können. Dazu kam es jedoch nicht.
Bereits im April 1937 war von Cramm unter dem Verdacht von Vergehen nach dem 1935 von den Nazis verschärften § 175 RStGB von der Gestapo über sein Verhältnis zu Manasse Herbst verhört worden. Am 5. März 1938 wurde von Cramm festgenommen, angeklagt und wegen der Beziehung zu Herbst zu einem Jahr Freiheitsentzug verurteilt. Vor Gericht versuchte von Cramm, sich mit der Schutzbehauptung einer Erpressung durch Herbst vor der weiteren Anklage wegen Devisenvergehens zu schützen, und datierte die Dauer seiner Beziehung zu Herbst auf die Zeit vor der NS-Strafverschärfung. Von Cramm wurde zu einer einjährigen Freiheitsstrafe verurteilt; nach sieben Monaten wurde die Reststrafe zur Bewährung ausgesetzt, nachdem Cramms Mutter bei Hermann Göring vorstellig geworden war und erfolgreich hatte intervenieren können.
Nach dem Ende des Zweiten Weltkrieges reiste der inzwischen verheiratete Manasse Herbst nach Deutschland, um sich bei Gottfried von Cramm für die Rettung seines Lebens zu bedanken. Manasse Herbst lebte zuletzt in Hallandale, Broward County, im US-Bundesstaat Florida. Er starb dort im Alter von 83 Jahren.

## Filmografie
- 1920: Papa Haydn (Regie: Karl Frey)
- 1926: Der Sohn des Hannibal (Regie: Felix Basch)

## Bühne
- 1930–1932: Im weißen Rössl (Regie: Erik Charell), als Piccolo, neben Paul Hörbiger, Willi Schaeffers, Siegfried Arno, Max Hansen, Walter Jankuhn, Camilla Spira, Otto Wallburg, Trude Lieske, Marianne Winkelstern, Käthe Lenz, Tamara Desni